# Bertzit-Turm

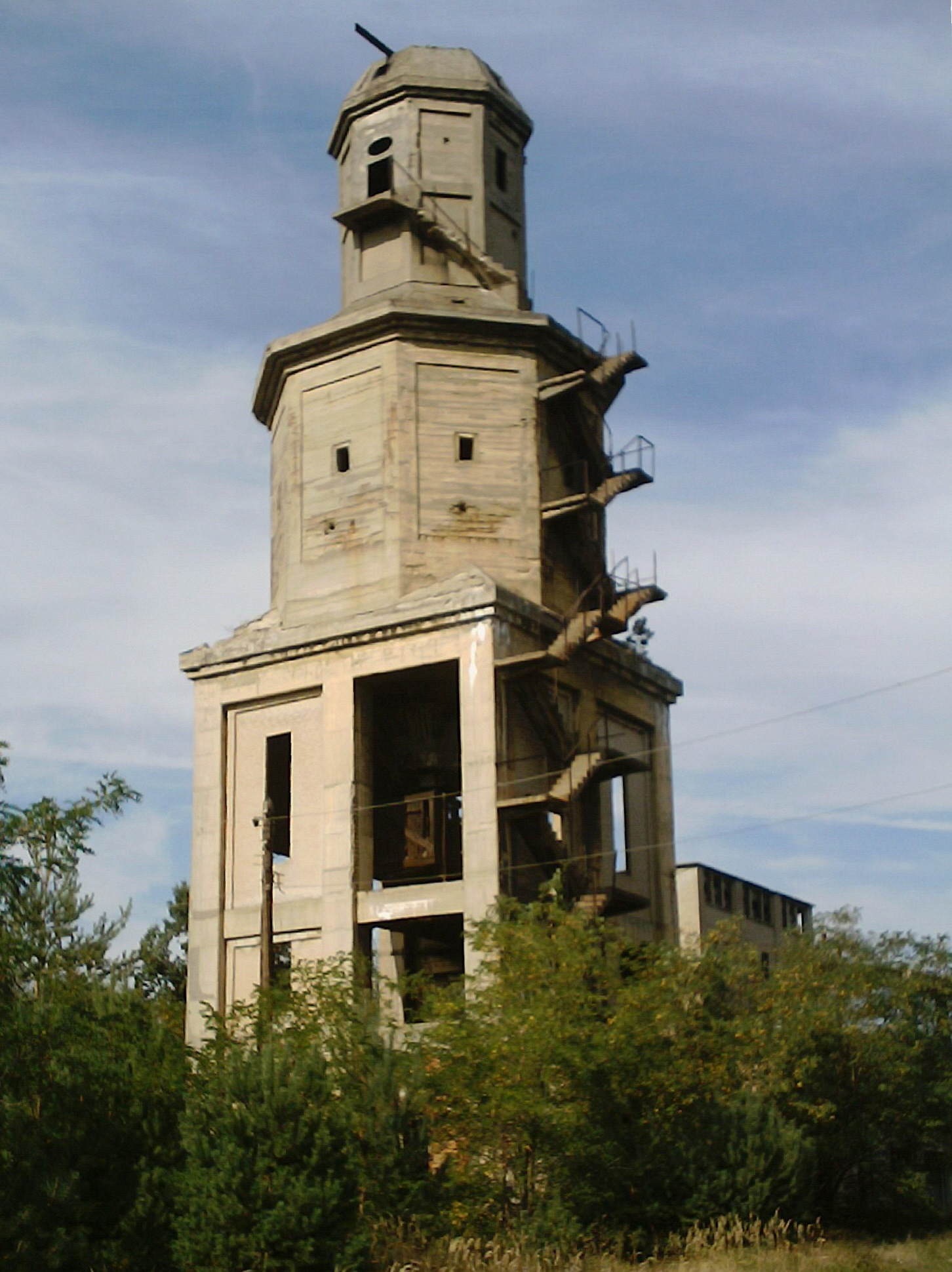
Bertzit-Turm

Der Bertzit-Turm ist eine Investitionsruine im Norden von Kahla, einem Ortsteil der südbrandenburgischen Gemeinde Plessa im Landkreis Elbe-Elster.
Der Turm wurde in den 1920er-Jahren in unmittelbarer Nachbarschaft zur Braunkohlentiefbaugrube Ada errichtet und war Teil einer Anlage zur Braunkohlenveredelung. Die Reste dieser Anlage stehen heute gemeinsam mit einigen weiteren Industriebauten der einst benachbarten Braunkohlengrube unter Denkmalschutz. Das 35 Meter hohe Industriedenkmal bildet eine in der Niederung der Schwarzen Elster weithin sichtbare Landmarke.

## Geschichte

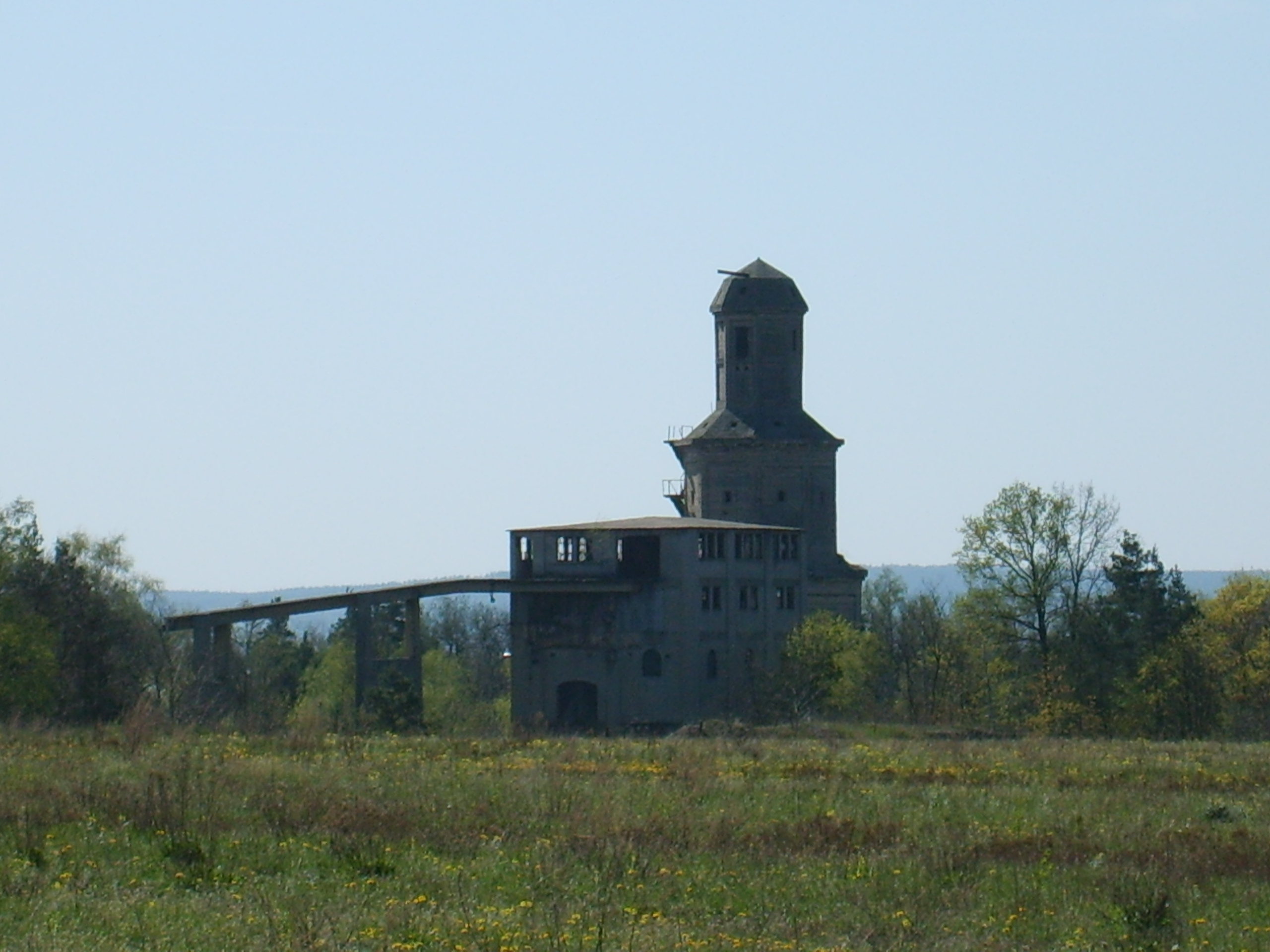
Gesamtansicht aus Richtung Döllingen

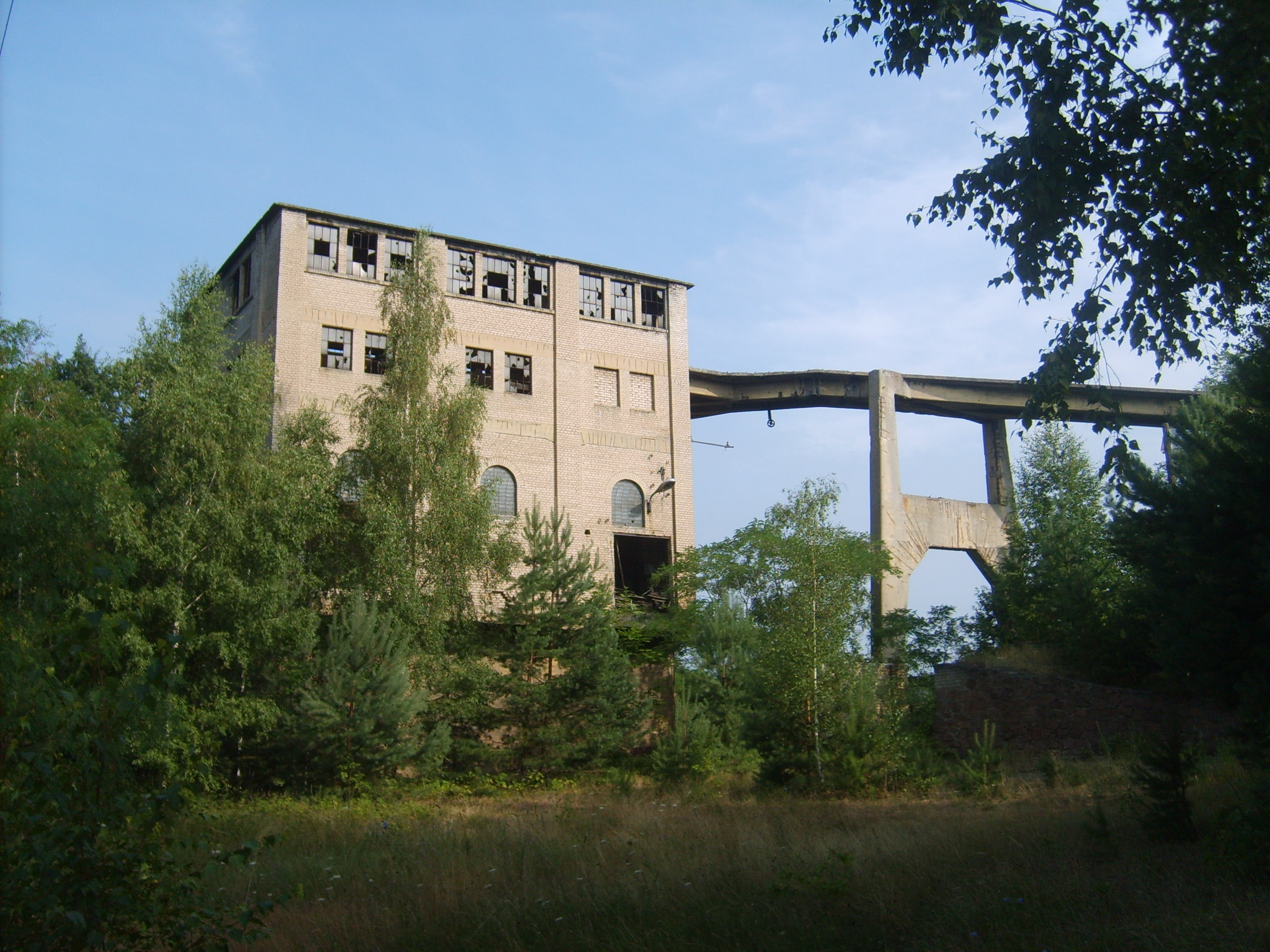
Sortierbunker mit Seilbahn der Grube Ada

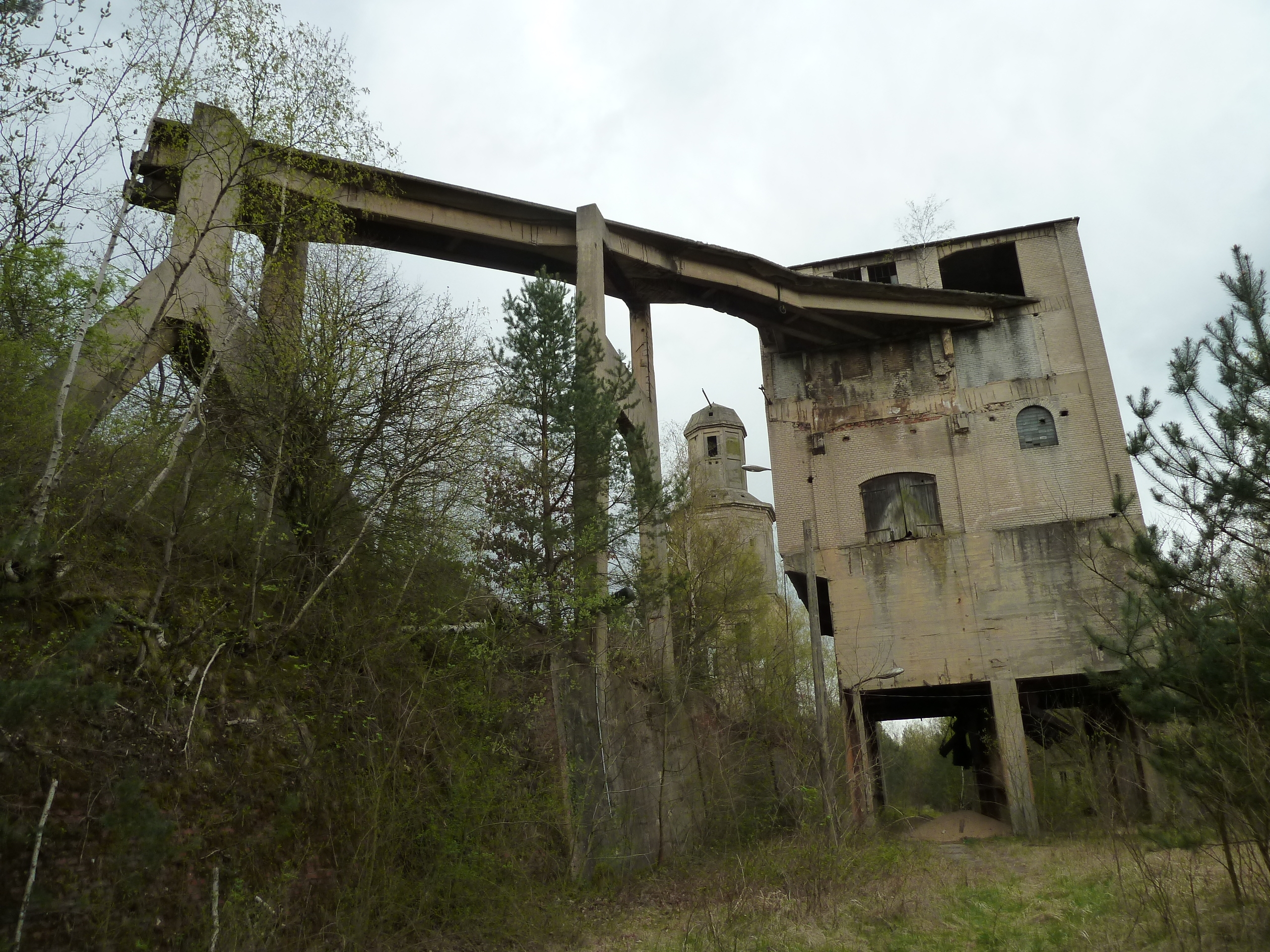
Seilbahnbrücke

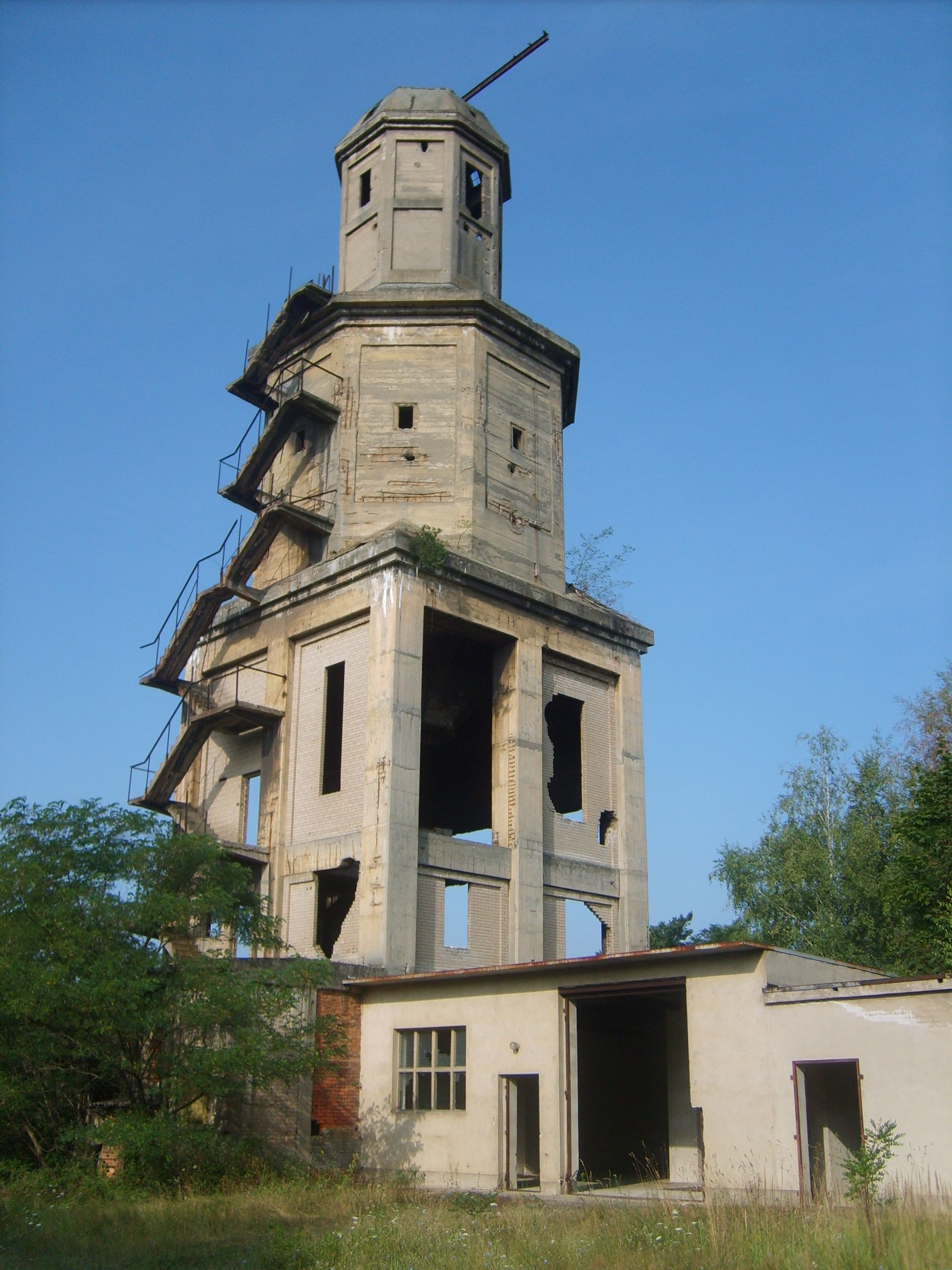
Rückwärtige Ansicht

### Vorgeschichte
Mitte des 19. Jahrhunderts begann mit der Entdeckung von Braunkohlevorkommen und dem Bau der ersten Eisenbahnstrecken die Industrialisierung der Elbe-Elster-Region. Der seit 1856 auf dem Gut in Döllingen bei Elsterwerda ansässige preußische Oberstleutnant Hermann von Ploetz (1816–1879) ließ auf seinen Ländereien ebenfalls nach Braunkohle bohren. Die Bohrungen waren erfolgreich, und am 1. April 1857 wurde aus dem Kohleschacht Emilia östlich der Ortslage erstmals in der näheren Umgebung Braunkohle im Tiefbau gefördert. Diese Grube existierte nur für kurze Zeit. Im Umkreis entstanden bald zahlreiche weitere Gruben, von denen allerdings viele, wie die nur wenige Kilometer westlich gelegene Grube Robert, kurze Zeit später wieder aufgegeben wurden.

### Grube Ada
Im Jahr 1911 wurde die nächste Braunkohlengrube in der Region eröffnet. Nördlich der Bahnstrecke Falkenberg–Kohlfurt betrieb die Döllinger Bergbaugesellschaft auf der Gemarkungsgrenze zwischen Kahla und Döllingen die Tiefbau-Braunkohlengrube Ada. Das Kohleflöz hatte hier eine Mächtigkeit von etwa 4 Metern, darüber lag ein 30 Meter starkes Deckgebirge. Der Abbau erfolgte im Pfeiler-Bruch-Verfahren. Mittels Haspel und Elektromotor wurde die Kohle über eine schiefe Ebene zu Tage befördert, wo sich Kohletrocknungsanlagen und zwei Brikettpressen befanden. Die stückige Rohkohle fand meist bei regionalen Abnehmern Absatz. Ein Großteil der minderwertigeren Kohle diente zur Eigenversorgung mit Dampf und Elektroenergie. Bis zu 170 Arbeiter waren in der Grube beschäftigt, die Anfang der 1920er-Jahre eine Fläche von 118.000 Quadratmetern beanspruchte. Die Jahresproduktion lag im Jahre 1914 bei 58.000 Tonnen Braunkohle. Im ersten Jahr nach dem Ersten Weltkrieg konnte diese Menge bereits wieder erreicht werden.

### Der Bertzit-Turm
Im September 1915 stellte die Zeche bei der zuständigen Bergbehörde in Senftenberg einen Antrag zum Bau einer Bertzit-Anlage (benannt nach dem unten erwähnten Bertzit-Verfahren). 1920 entstand auf Initiative der Geschäftsführung der die Grube Ada betreibenden Gesellschaft in unmittelbarer Nachbarschaft zur Grube der 35 Meter hohe Bertzit-Turm.
Dieser Turm, ein im Grundriss quadratischer Stahlbeton-Skelettbau, war Teil einer geplanten Fabrikanlage, in der zur Kohletrocknung das von dem Münchner Camillo Mahnhardt entwickelte Bertzit-Verfahren zur Anwendung gelangen sollte. Dieses Verfahren wurde für die Trocknung von minderwertigen, viel gebundene Feuchtigkeit enthaltenden Brennstoffen wie Torf entwickelt. Da der Anteil lignitischer und damit minderwertiger Kohle in der Grube relativ hoch war, erschien das in Pasing bei München in einer Versuchsanlage erprobte Verfahren attraktiv, zumal es eine kostengünstige Aufwertung durch Verdopplung des Heizwertes (pro Volumen- oder Gewichtseinheit) des geförderten Brennstoffs versprach. Bei 250 bis 300 °C sollte in einem unter Luftabschluss durchgeführten Reaktionsverfahren ein hochwertiger, dem Anthrazit ähnlicher Brennstoff gewonnen werden. Mehrheitsgesellschafter des Projekts wurden die Bertzit-Aktiengesellschaft in Berlin-Charlottenburg sowie die Bertzit-Gesellschaft mbH in München. Die Döllinger Bergbaugesellschaft war hier vermutlich allerdings nur Minderheits-Gesellschafter, hatte aber einen Sitz im Aufsichtsrat des Unternehmens. Später verlegte dieses neuentstandene Unternehmen seinen Sitz nach München.
Es liegt weitgehend im Dunkeln, weshalb der Bau dieser Anlage nie vollendet und der Bertzit-Turm letztlich zur Investitionsruine wurde. Regionale Historiker vermuten den Grund in der technologischen Unreife des zuvor nie in großem industriellen Maßstab erprobten Verfahrens. Die Braunkohlenförderung in Kahla wurde 1929 in Folge ihrer mangelhaften Rentabilität heruntergefahren; im Jahr darauf wurde mit der Grube Ada die letzte Tiefbaugrube im Landkreis Liebenwerda stillgelegt. Die Kohle wurde im Braunkohlenrevier Lauchhammer, zu dem die Grube zählte, inzwischen überwiegend längst im Tagebau gewonnen. Der Bergwerksdirektor Friedrich von Delius hatte hier unter anderem 1924 in der benachbarten Grube „Agnes“ in Plessa nach eigenen Plänen die erste Abraumförderbrücke der Welt bauen und in Betrieb nehmen lassen. Dies trug extrem zur Rationalisierung des Abbaus bei.
Das Zechenbuch der Grube Ada wurde dem heimischen Historiker Jürgen Bartholomäus zufolge noch Anfang der 1990er-Jahre bei der Bergbehörde in Senftenberg aufbewahrt.

## Gegenwärtiger Zustand und touristische Anbindung
Die in der Niederung weithin sichtbare 35 Meter hohe Ruine des Bertzit-Turms gilt heute als die älteste Investitionsruine in der Region. Die markante Form und Ähnlichkeit des Bauwerks mit einem bayrischen Kirchturm, bzw. mit dem Leuchtturm von Alexandria war beabsichtigt und ist als eine Folge der Industriekultur in dessen Entstehungszeit zu verstehen. Nachdem es in der Zeit um die letzte Jahrtausendwende drohende Anzeichen gab, dass diese Anlage in naher Zukunft abgerissen werden würde, wurde sie schließlich unter Denkmalschutz gestellt. Die Anlage ist inzwischen weitgehend sich selbst überlassen. In der Region befinden sich unter anderem mit dem Kraftwerk Plessa, den Biotürmen in Lauchhammer, der Brikettfabrik Louise in Domsdorf und dem Besucherbergwerk Abraumförderbrücke F60 weitere markante Überreste des einstigen Braunkohlenbergbaus.
Der Ortsteil Kahla befindet sich an der Bundesstraße 169 sowie an der Eisenbahnstrecke Ruhland–Falkenberg/Elster. Mehrere Radwege verbinden das Dorf und das Industriedenkmal Bertzit-Turm mit den sich im Umland befindlichen Sehenswürdigkeiten, dem Naturpark Niederlausitzer Heidelandschaft und dem angrenzenden Schradenland. So streift mit der 2007 eröffneten Tour Brandenburg auch der mit 1.111 Kilometern längste Radfernweg Deutschlands den Ortsteil. Weitere Radrouten sind der Fürst-Pückler-Weg, der 108 km lange Schwarze-Elster-Radweg und die 2007 eröffnete Route Kohle-Wind & Wasser, einem 250 km langen energiehistorischen Streifzug mit 14 Stationen durch das Elbe-Elster-Land.